# ماري ليفرمور
ماري ليفرمور (بالإنجليزية: Mary Livermore)، وُلدت باسم ماري آشتون رايس (من مواليد 19 ديسمبر 1820 - 23 مايو 1905) هي ممرضة وصحفية أمريكية ومؤيّدة لمبدأ إبطال الاسترقاق وناشطة لحقوق المرأة.
عند اندلاع الحرب الأهلية الأمريكية أصبحت ماري ليفرمور متصلة مع لجنة الصحة في الولايات المتحدة التي مقرّها في شيكاغو تقوم بكمية هائلة من جميع أنواع الأعمال، مثل تنظيم جمعيات المساعدات وزيارة المستشفيات والمواقع العسكرية والمساهمة في الصحافة والرد على المراسلات وغيرها من الأعمال التي أنجزتها المؤسسة. وكانت واحدة من الذين ساعدوا في تنظيم المعرض الكبير في عام 1863 في شيكاغو بعدما جمعت حوالي 100 ألف دولار أمريكي وحصلت على المسودة الأصلية للبيان الذي أصدره إبراهام لينكولن لتحرير العبيد، والتي بيعت بمبلغ 3000 دولار.
عندما انتهت الحرب، ألّفت مستندًا سُمّي بـ «المحرّض» والذي دُمج فيما بعد مع مجلة السيدات. ومن هنا عملت كمحررة لمدة عامين ومساهمة دائمة بعد ذلك. وحازت على مسيرة رائعة على منصة المحاضرات فقد كانت تتحدث في أغلب الأحيان من أجل حق المرأة في الاقتراع ولمصلحة حركات الاعتدال. سافرت لسنوات عديدة حوالي 25 ألف ميلًا (40 ألف كيلومتر) سنويًا وكانت تحاور في خمس ليالٍ من كل أسبوع ولمدة خمسة أشهر من العام.
تضمنت مجلداتها المطبوعة الكتب التالية: ثلاثون عامًا بعد فوات الأوان (نُشر لأول مرة في عام 1847 كقصة لجائزة الاعتدال وأُعيد نشرها في عام 1878)، وصور قلم أو صور من الحياة المحلية، وماذا علينا أن نفعل مع بناتنا؟ النساء المسرفات، وقصتي مع الحرب ومحاضرات أخرى.
إضافة إلى رواية امرأة عن تجربة شخصية لأربع سنوات كممرضة في جيش الاتحاد، وفي أعمال الإغاثة من المنزل والمستشفيات والمخيمات وفي الجبهة أثناء حرب مكافحة التمرد. رسمت في «من أجل نساء اليوم» صورة للنحاتة ميس آن ويتني وللاحتفال بمرور مئة عام على التسوية الأولى للولايات الشمالية الغربية في ماريتا في أوهايو. وألقت خطابات تاريخية.

## سنواتها المبكرة وتعليمها
ولدت ماري آشتون رايس في بوسطن في ماساتشوستس في 19 ديسمبر من عام 1820 لوالديها تيموثي رايس وزيبيا فوس (آشتون) رايس. وكانت سليلة مباشرة لعائلة إدموند رايس وهو مهاجر بيوريتاني (مذهب مسيحي بروتستانتي) سابق إلى مستعمرة خليج ماساتشوستس. أتت ليفرمور من عائلة عسكرية فقد والدها قاتل في الحرب عام 1812 وكانت والدتها ابنة كابتن لندن ناثانيل آشتون. وكانت ليفرمور ذكية بشكل لا يُصدق حيث تخرجت من مدارس بوسطن العامة في سن الرابعة عشرة. ونظرًا لعدم وجود خيار الالتحاق بمدرسة ثانوية عامة أو كلية للنساء في ذلك الوقت فقد التحقت بمدرسة للتعليم الثانوي خاصة بالإناث (مدرسة مسيحية) في شارلستون في ماساتشوستس، وكانت تقرأ الكتاب المقدس (الإنجيل) كاملًا كل عام حتى سن 23 عامًا.

## المسيرة المهنية
بقيت في المدرسة بعد تخرجها في عام 1836 تعمل كمدرّسة لمدة عامين. وبدأت العمل كمعلّمة في مدارس مزرعة فيرجينيا عام 1839. ثم أصبحت مؤيدة لمبدأ إبطال الاسترقاق بعد مشاهدتها قسوة المدرسة العبودية. وبدأت أيضًا العمل مع حركة الاعتدال في هذا الوقت وعُرفت بانضمامها لحركة إصلاح الاعتدال في واشنطن ومحررة في صحيفة الاعتدال الناشئة. وغادرت المزرعة في عام 1842 لتتولى مسؤولية مدرسة خاصة في دوكسبوري في ماساتشوستس حيث عملت هناك لمدة ثلاث سنوات. ودرّست أيضًا في تشارلستون في ماساتشوستس.
تزوجت من الوزير العالمي الوحدوي (منتمي إلى المذهب الخُلاصي) دانييل ليفرمور في عام 1845. وانتقلا إلى شيكاغو في عام 1857. وأسس زوجها مجلة نيو كوفينانت (العهد الجديد) في تلك السنة، وهي مجلة عالمية حيث شغلت فيها منصب مساعدة رئيس التحرير لمدة اثني عشر عامًا ساهمت من خلالها مرارًا بنشرات دورية عن طائفتها كما وحرّرت قصة الزنبق.
قامت ليفرمور كعضو في الحزب الجمهوري بحملة لصالح إبراهام لينكولين في الانتخابات الرئاسية عام 1860. وكانت ليفرمور المراسلة الصحفية الوحيدة الأنثى التي خصصت مكانًا لها للعمل وسط أكثر من مئات المراسلين الذكور في شيكاغو ويغوام عام 1860. كما ونشرت مجموعة مكونة من 19 مقالة بعنوان صور قلم في عام 1863.

## الحرب الأهلية الأمريكية
تطوعت ليفرمور كعضو مساعد في لجنة الصحة بالولايات المتحدة وقد ناهزت 40 عامًا خلال الحرب الأهلية. وكعميلة لفرعها في شيكاغو الذي سُمي فيما بعد باسم الفرع الشمالي الغربي، حضرت مجلسًا للجنة الوطنية للصحة في واشنطن في ديسمبر عام 1862، ونظمت العديد من الجمعيات الإغاثية وزارت مراكز عسكرية ومستشفيات، نظمت معرضًا يتعلق بالصحة شمال غرب البلاد في شيكاغو جمعت من خلاله 86 ألف دولار. تبرع الرئيس لينكولن بنسخته الخاصة من البيان الذي أصدره لتحرير العبيد، والتي بيعت بالمزاد العلني بمبلغ 10 آلاف دولار. في النهاية أصبحت ليفرمور مديرة مشاركة لفرع شيكاغو مع جين هوغ وهي ناشطة أخرى لمساعدة الجنود. وأكملت المرأتان جولتهما التفقدية في المستشفى عبر مشافي إلينوي وميسوري مع فهم شامل لاحتياجات المستشفيات. كما وأرسلت ليفرمور وهوغ ما قيمته مليون دولار من الغذاء والإمدادات إلى المستشفيات وساحات المعارك الأكثر حاجة.
واجهت ليفرمور كالعديد من الممرضات الأخريات قضية تنكر النساء في زي الجنود الذكور. وفي إحدى الزيارات إلى معسكر المشاة التاسع عشر في إلينوي أشار الكابتن إلى ليفرمورعلى جندي، وسألها عما إذا لاحظت أي شيء غريب في الجندي. أكدت ليفرمور شكوك الكابتن بأن الجندي كان امرأة فعلًا. فاتصل الكابتن بالجندي المشتبه به لاستجوابه، ورغم أنها ناشدت بالبقاء في الخدمة بالقرب من حبيبها، فقد رافقتها ليفرمور إلى خارج المخيم. أطلقت ليفرمور الجندي وهرب.
وقد كانت ليفرمور إضافة لخدمات التمريض كاتبة منتجة فقد ألفت العديد من كتب الشعر والمقالات والقصص، وكانت عضوًا معترفًا به في النقابة الأدبية. ومع أن ليفرمور اضطرت للتضحية بالكثير من عملها في العدالة الاجتماعية من أجل التمريض إلا أنها بقيت قادرة على نشر بعض أنواع المحتوى مرةً واحدة أسبوعيًا طوال فترة الحرب بأكملها.

## حياتها ما بعد الحرب

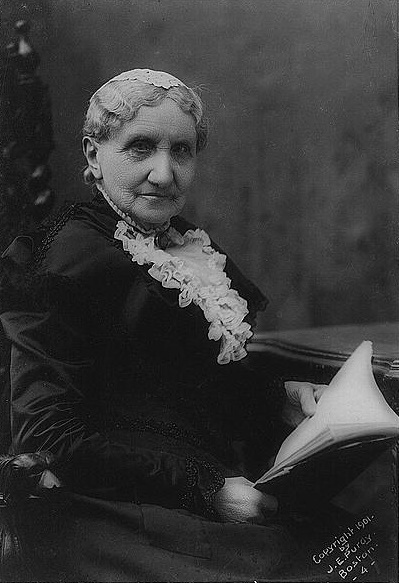
ماري أ. ليفرمور، صورة نصفية، جالسة، متجهة إلى اليمين

كرّست ليفرمور نفسها بعد الحرب لتعزيز حق المرأة في الاقتراع وحركة الاعتدال (برفقة لوسي ستون وجوليا وارد هاو) التي أنشأتها في شيكاغو في عام 1869، ألّفت مستندًا سُمّي بـ «المحرّض» بعد انتقالها إلى بوسطن في عام 1870. والذي دُمج فيما بعد مع مجلة السيدات والتي عملت فيها كمساعدة رئيس تحرير حتى عام 1872. ثم أصبحت ليفرمور أول رئيسة لجمعية تعزيز المرأة كما وشغلت منصب رئيسة الجمعية الأمريكية لحق المرأة في الاقتراع.
كانت ليفرمور مهتمة بالروحانية مثل العديد من العالميين (الوحدويين) في ذلك الوقت، ونتيجة لوفاة زوجها في عام 1899 أصبحت واثقة بأنه كان يتواصل معها من خلال وسيط روحي. توفيت ليفرمور في ملروز في ماساتشوستس بتاريخ 23 مايو عام 1905.

## الإرث
توجد مدرسة ماري أ ليفرمور الابتدائية في ميلروز سمّيت باسم ليفرمور قائمة منذ عام 1891 حتى عام 1993، وبعد ما يقارب أربعة عقود من وفاتها أصبحت سفينة الحرية خلال الحرب العالمية الثانية تحمل اسمها نفسه «سفينة ماري أ. ليفرمور».

## أعمال مختارة
- جيش الأطفال. نُشرت عام 1844، من قصص الاعتدال.[14]
- «الأخوات التوأم: أو تاريخ العائلات». جُمع في كتاب العائلتين والواجب الذي يكمن في المكان الأقرب إليك. من قصص الجائزة، نُشر عام 1848 وهي قصة من قصص الاعتدال.
- التحول الذهني، نُشر عام 1848.
- 19 من صور الأقلام، كتاب قصص قصيرة نُشر في عام 1863.
- ماذا يجب أن نفعل مع بناتنا؟ ومحاضرات أخرى.[15]
- امرأة من القرن، نُشر في عام 1893 (حُرر من قبل فرانسيس ويللارد وماري ليفرمور) - متوفر على الإنترنت في Wikisource.
- قصتي مع الحرب: ذكريات الحرب الأهلية للممرضة الشهيرة ومنظمة الإغاثات ومطالبة بحق المرأة في الاقتراع نُشر في عامي 1887 و1995 مع مقدمة من تأليف نينا سيلبر. في نيويورك: مطبعة دي كابو، نسخة ISBN 0-3068-0658-4.
- قصة حياتي أو شرق الشمس والظلال لسبعين عامًا نُشر في عام 1897.
- الأنوثة المتعاونة مع الدولة نُشر في عام 1891. في مجلة نورث أميريكان ريفيو 153:4, pp. 283–295. JSTOR 25102243.

## روابط خارجية
- ماري ليفرمور على موقع الموسوعة البريطانية (الإنجليزية)